# S-Video

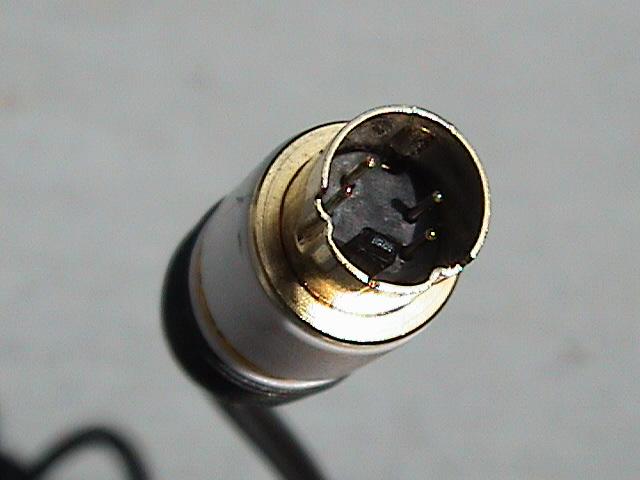

1 Luminans (jord)
2 Kroma (jord)
3 Luminans
4 Kroma

S-Video, Super-video, Separate Video eller Y/C, är en analog videosignal där Y står för luminans och C för krominans. S-Videosignalens kvalitet står sig bättre än kompositvideo just för att den skickar luminans och kroma separat. S-Video-anslutningen innehåller inga anslutningar för ljud som därför måste överföras separat. S-video kan även skickas över en SCART-kabel.
S-Video kallas ibland felaktigt för S-VHS eller Super-VHS. S-VHS är ett videokassettformat som är en vidareutveckling av VHS. På S-VHS-band lagras en videosignal i S-Video-format.
S-Video kan också användas på datorer. Vissa grafikort har en S-videoutgång, man kan då koppla datorn till en TV/projektor med S-videoingång via en s-videokabel, detta ger bättre bild än att använda kompositvideoutgången. Dock är både S-Video och kompositvideo på väg att försvinna till förmån för digitala standarder som HDMI och DVI.